# 5545 Makarov
5545 Makarov eller 1978 VY14 är en asteroid i huvudbältet som upptäcktes den 1 november 1978 av den sovjetisk-ryska astronomen Ljudmila Zjuravljova vid Krims astrofysiska observatorium på Krim. Den är uppkallad efter ryssen Askol'd A. Makarov.
Asteroiden har en diameter på ungefär 6 kilometer och den tillhör asteroidgruppen Henan.